# Suillus cavipes
Bolet à pied creux
Espèce
Statut de conservation UICN

 LC  : Préoccupation mineure
Suillus cavipes, le Bolet à pied creux, est une espèce de champignon (Fungi) basidiomycète du genre Suillus. Il est caractérisé par son pied creux à la coupe.

## Taxonomie
Le nom correct complet (avec auteur) de ce taxon est Suillus cavipes (Klotzsch) A.H.Sm. & Thiers.
L'espèce a été initialement classée dans le genre Boletus sous le basionyme Boletus cavipes Klotzsch.

### Synonymes
Suillus cavipes a pour synonymes :
- Boletinellus porosus (Berk.) Snell
- Boletinus cavipes (Klotzsch) Kalchbr.
- Boletinus porosus (Berk.) Peck
- Boletopsis cavipes (Klotzsch) Henn.
- Boletus cavipes Klotzsch
- Boletus cavipes Opat.
- Boletus porosus (Berk.) Sacc.
- Euryporus cavipes (Klotzsch) Quél.
- Paxillus porosus Berk.
- Solenia cavipes (Klotzsch) Kuntze

### Noms vulgaires et vernaculaires
Ce taxon porte en français le nom vernaculaire ou normalisé suivant : bolet à pied creux.

## Description du sporophore
Les bolets sont des champignons dont l'hyménophore, constitué de tubes et terminés par des pores, se sépare facilement de la chair du chapeau. Ce chapeau d'abord rond, recouvert d'une cuticule, devient convexe à mesure qu’il vieillit. Ils ont un pied (stipe) central assez épais et une chair compacte. Les caractéristiques morphologiques de S. cavipes sont les suivantes :
Son chapeau mesure de 2 à 15 cm, il est feutré pelucheux et parfois même méchuleux, brun-roux, toujours mamelonné.
L'hyménophore présente des tubes décurrents, jaunes puis verdâtres. Les pores sont anguleux, amples (plus au moins 3 mm de diamètre), étiré radialement, concolores aux tubes.
Son stipe mesure 3 à 8 cm x 1 à 2 cm, typiquement creux, concolore au chapeau sous un anneau floconneux blanc.
La chair est de couleur crème. Sa saveur est douce et son odeur est faible.

### Caractéristiques microscopiques
Ses spores mesurent 7,5 à 11 μm x 3 à 4 μm, elles sont elliptiques-fusoïdes.

## Galerie

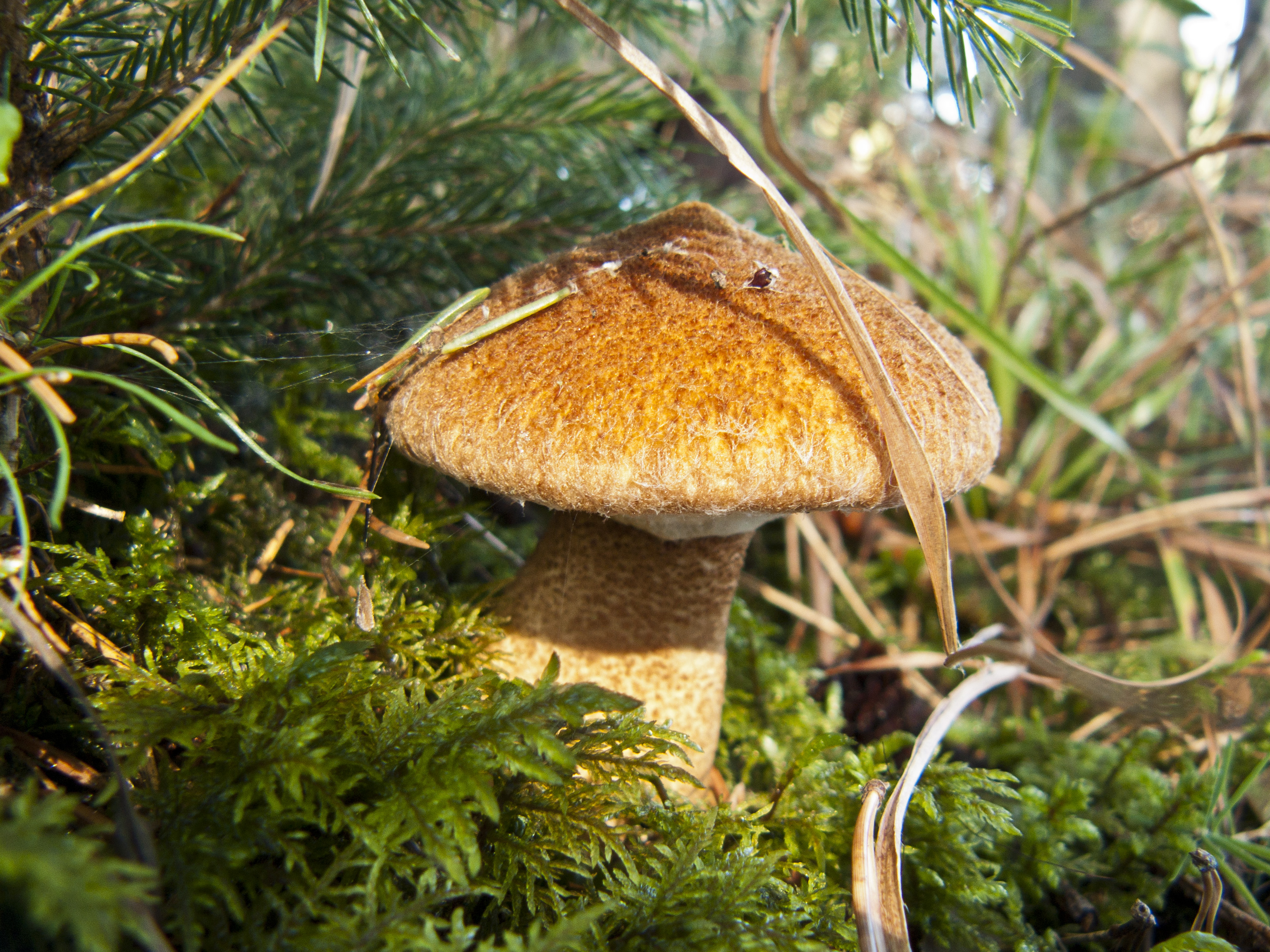
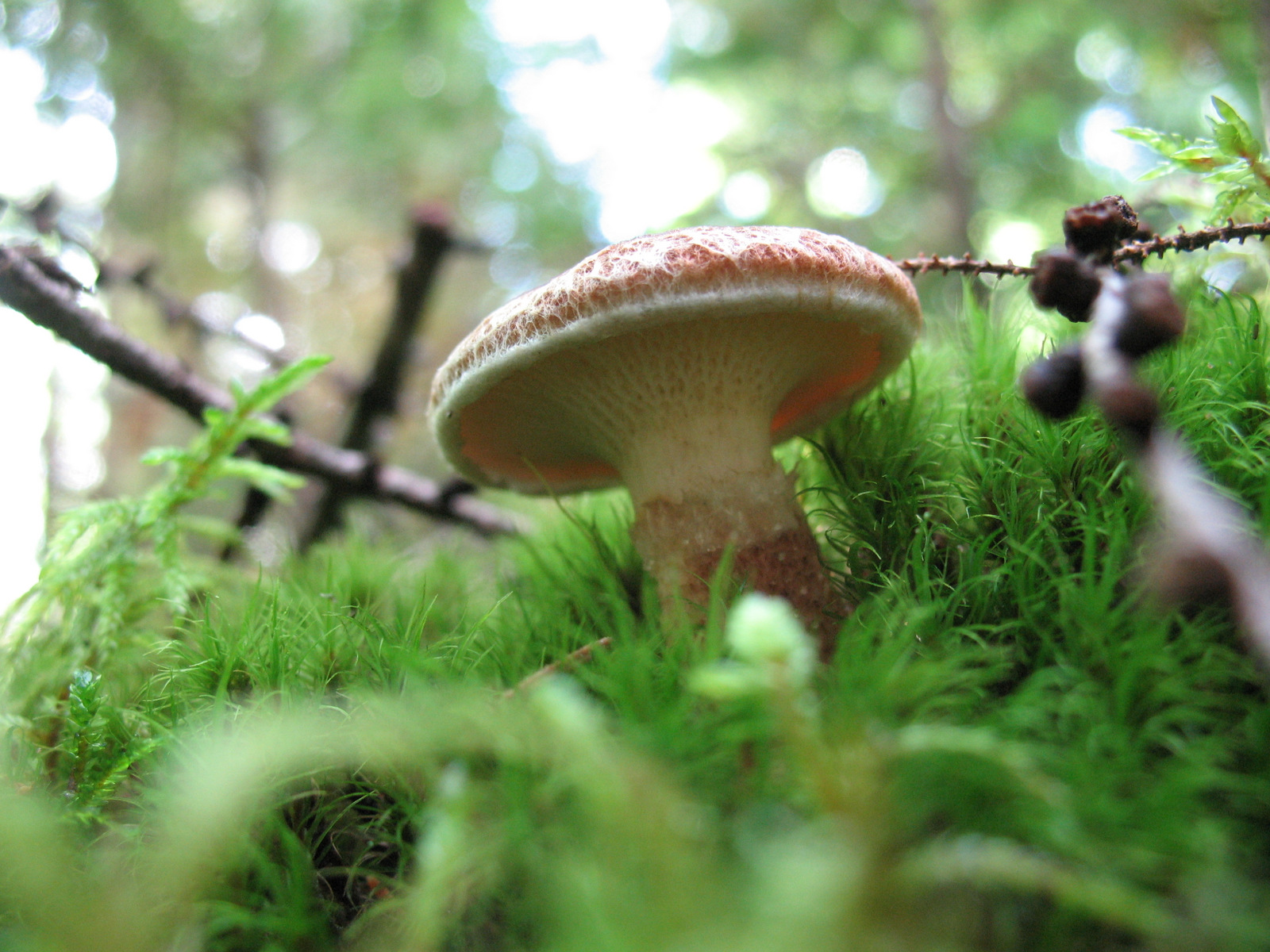
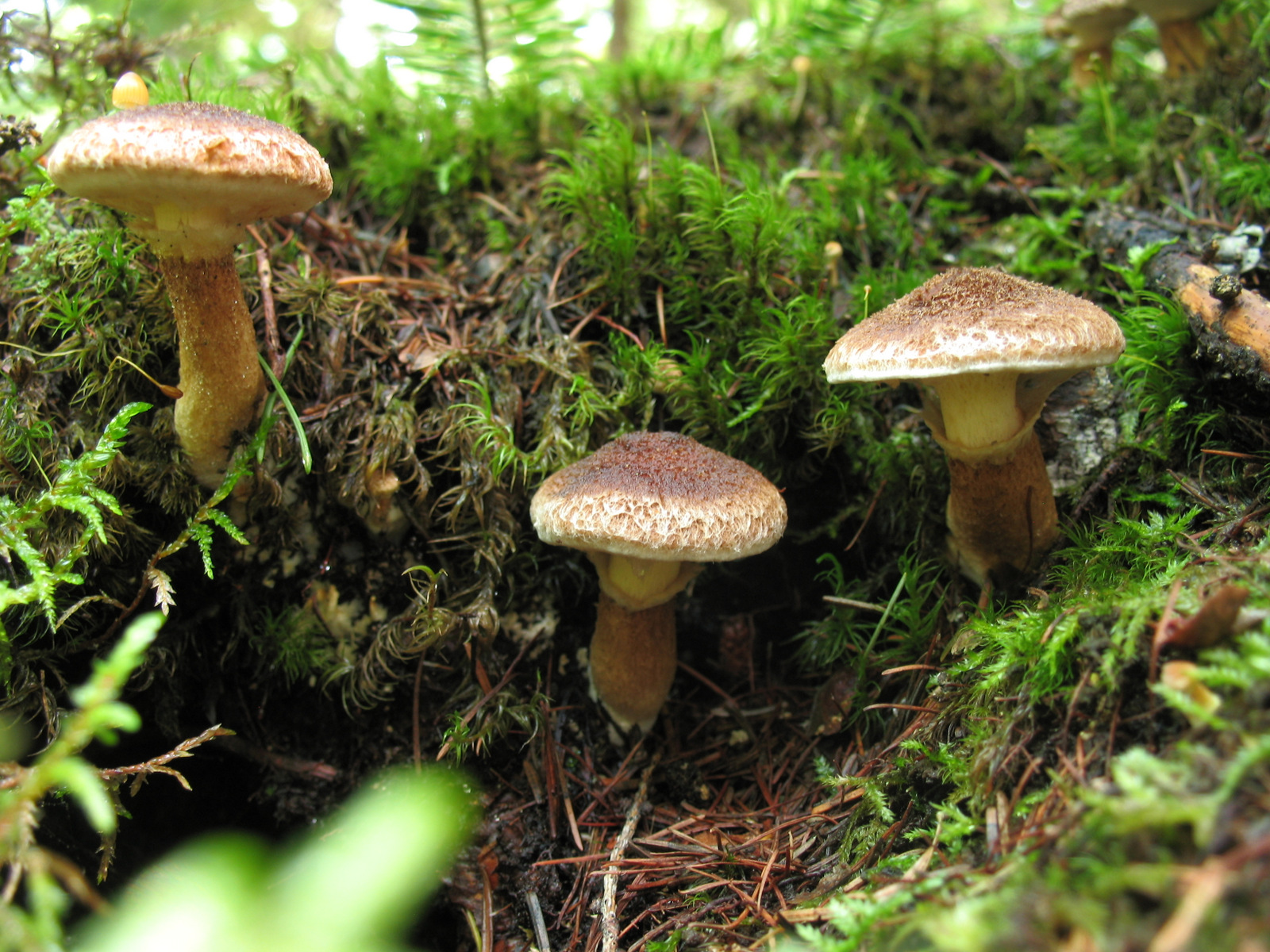
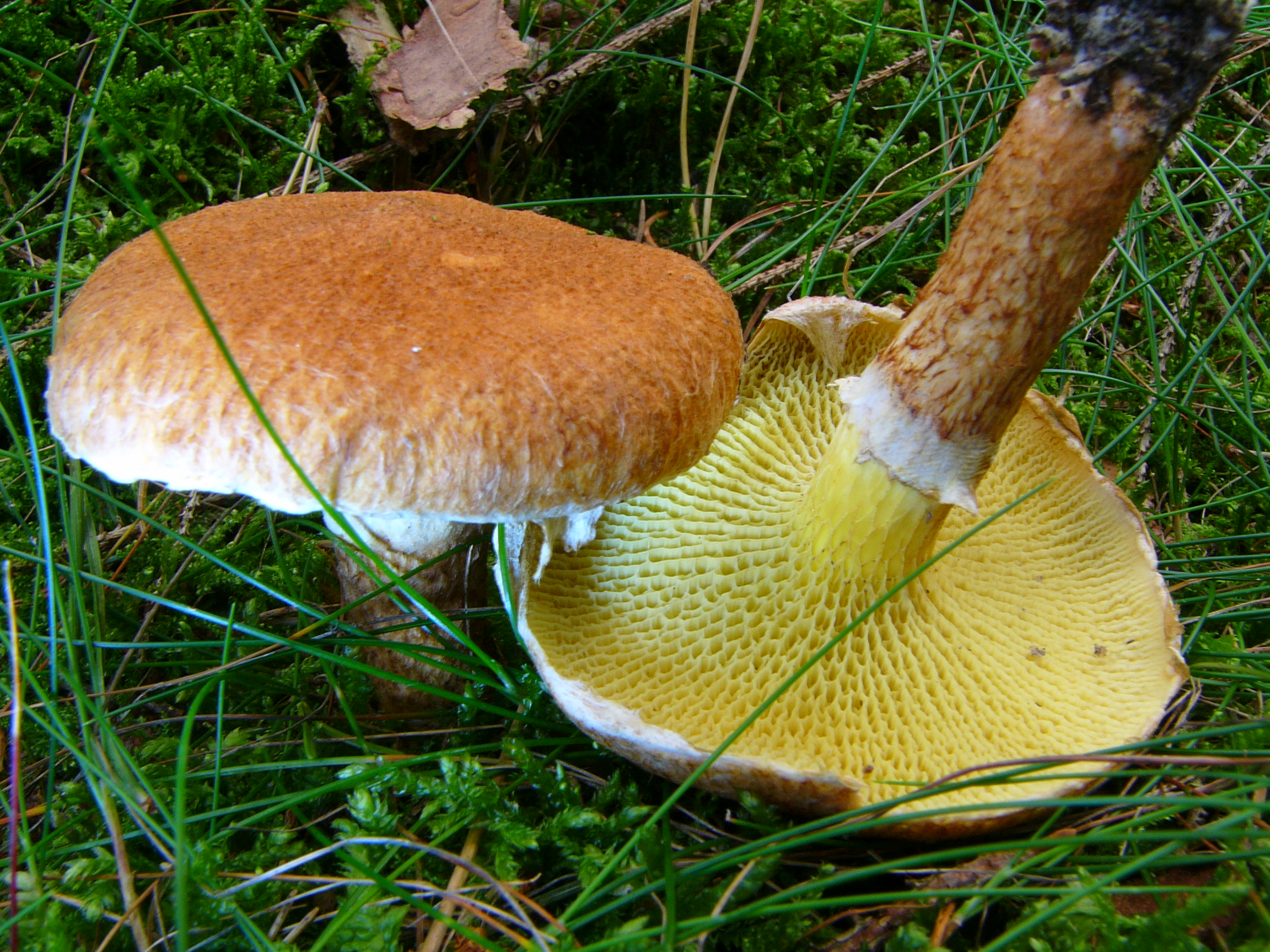
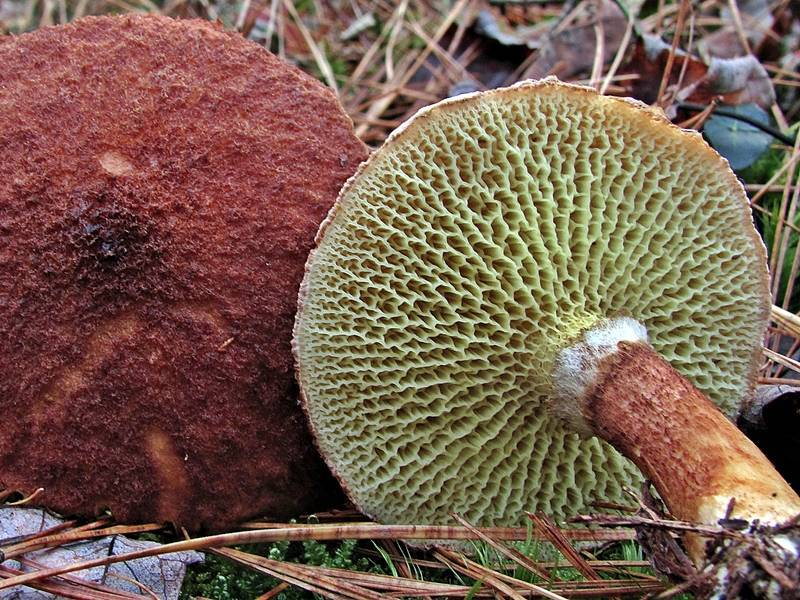
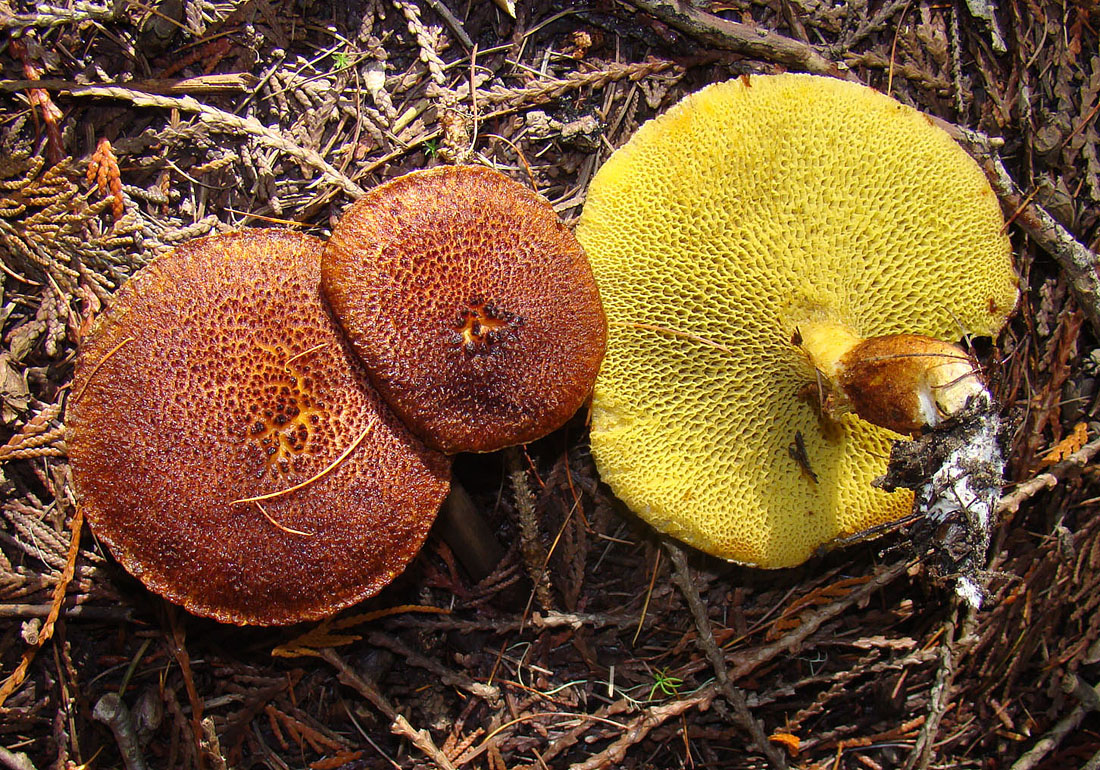
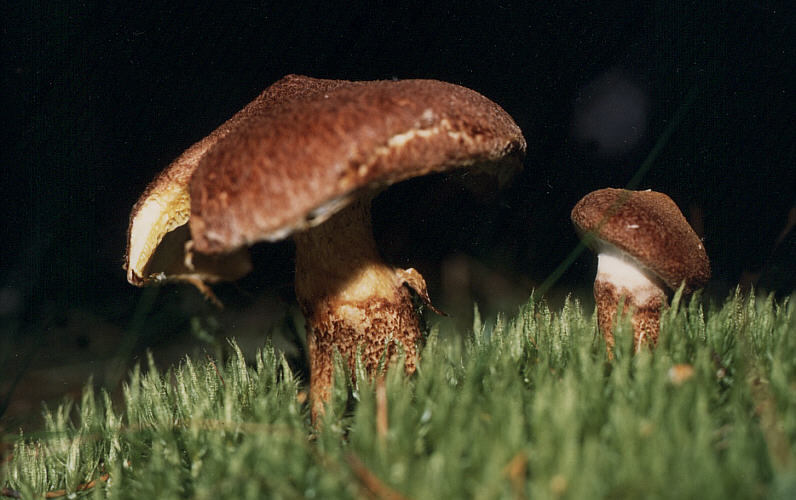
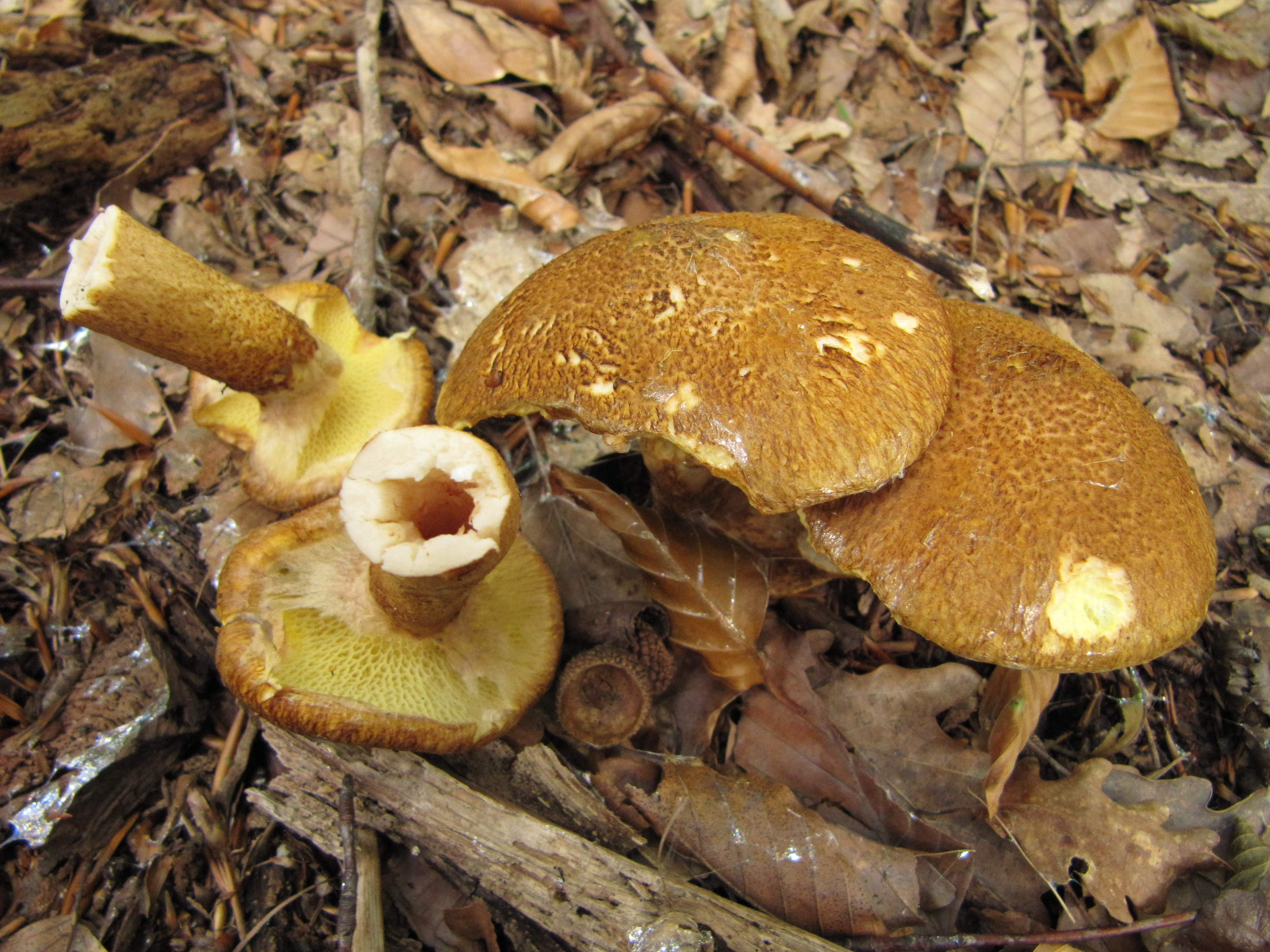
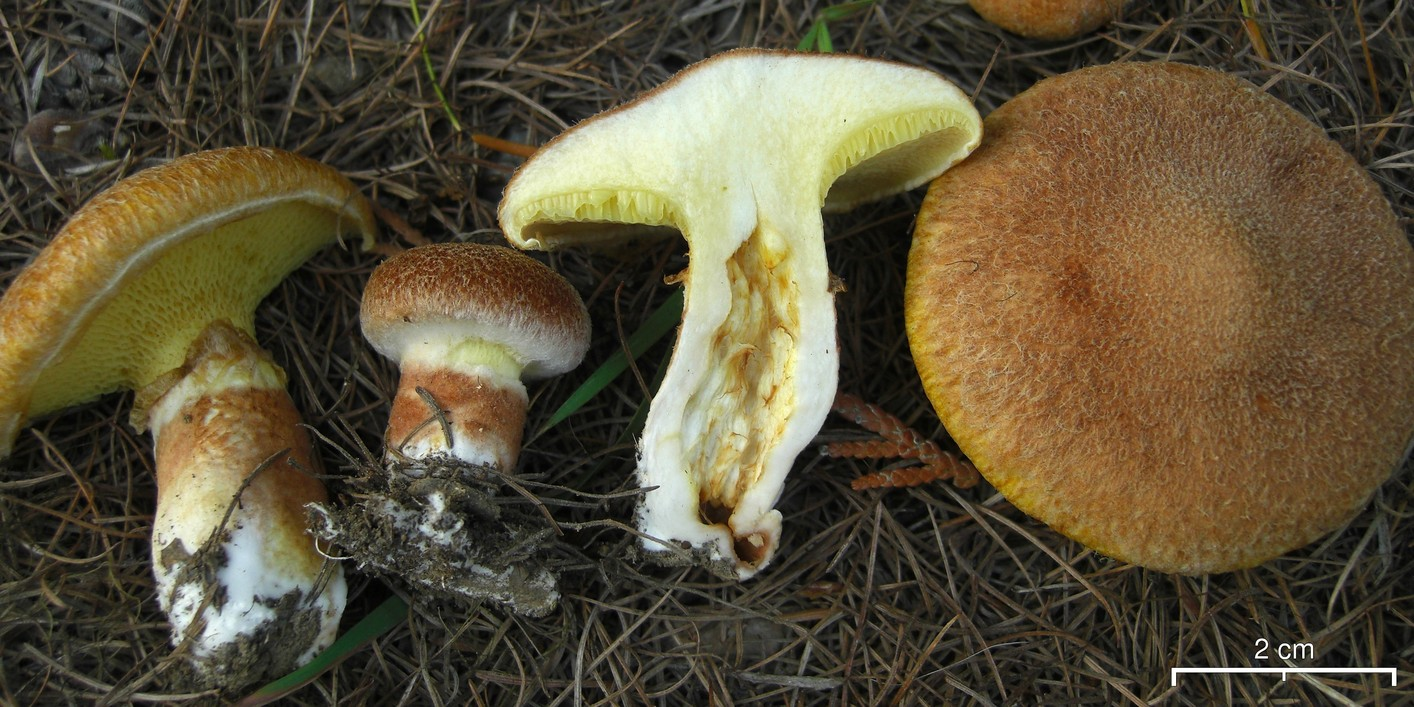

## Variétés et formes

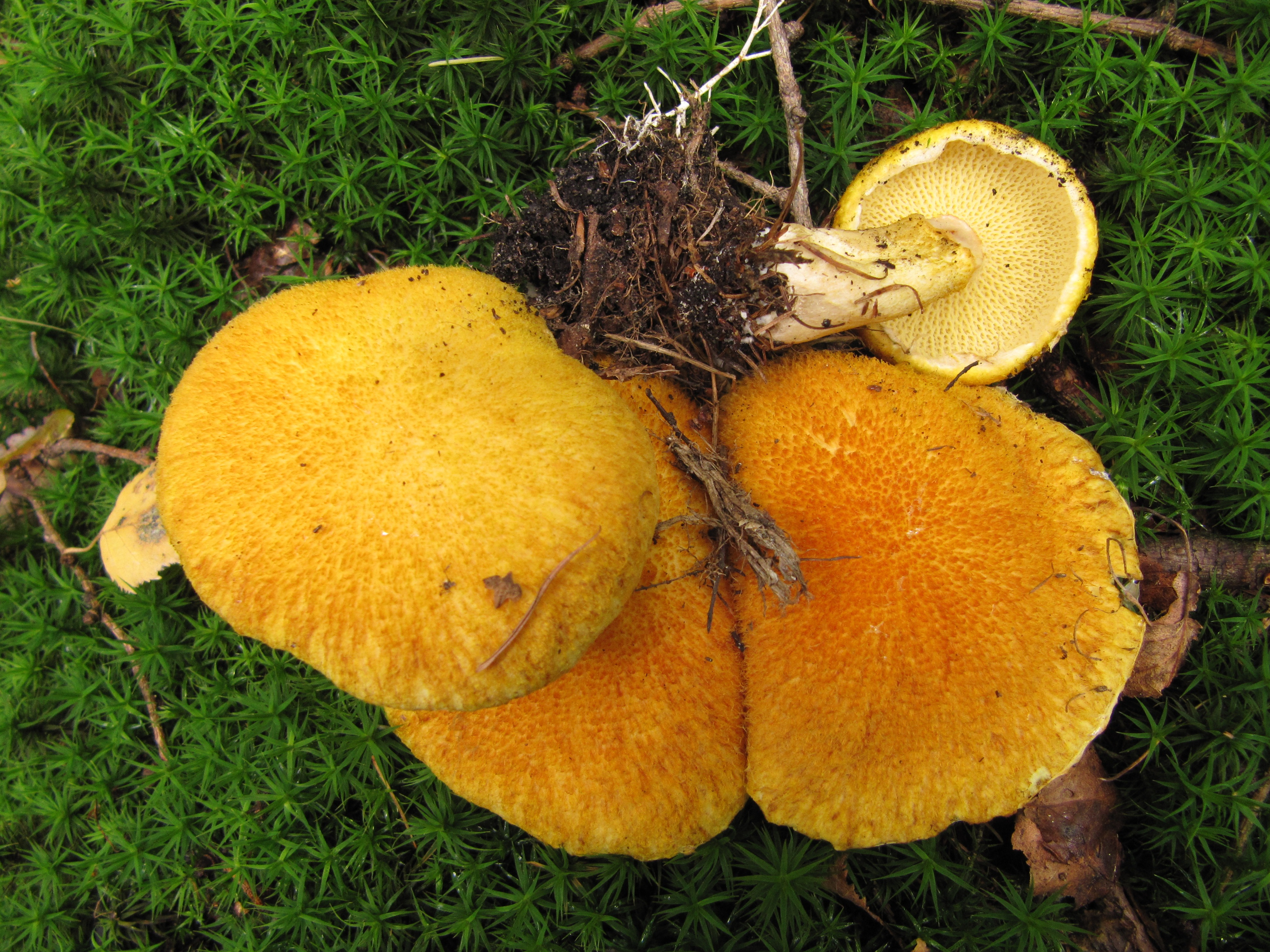
Forme aureus au chapeau jaune.

- Forme aureus au chapeau jaune. Suillus cavipes var. aureus a le chapeau jaune doré.

## Habitat et distribution
Il s'agit un champignon ectomycorhizien, venant uniquement sous les mélèzes, en montagne.

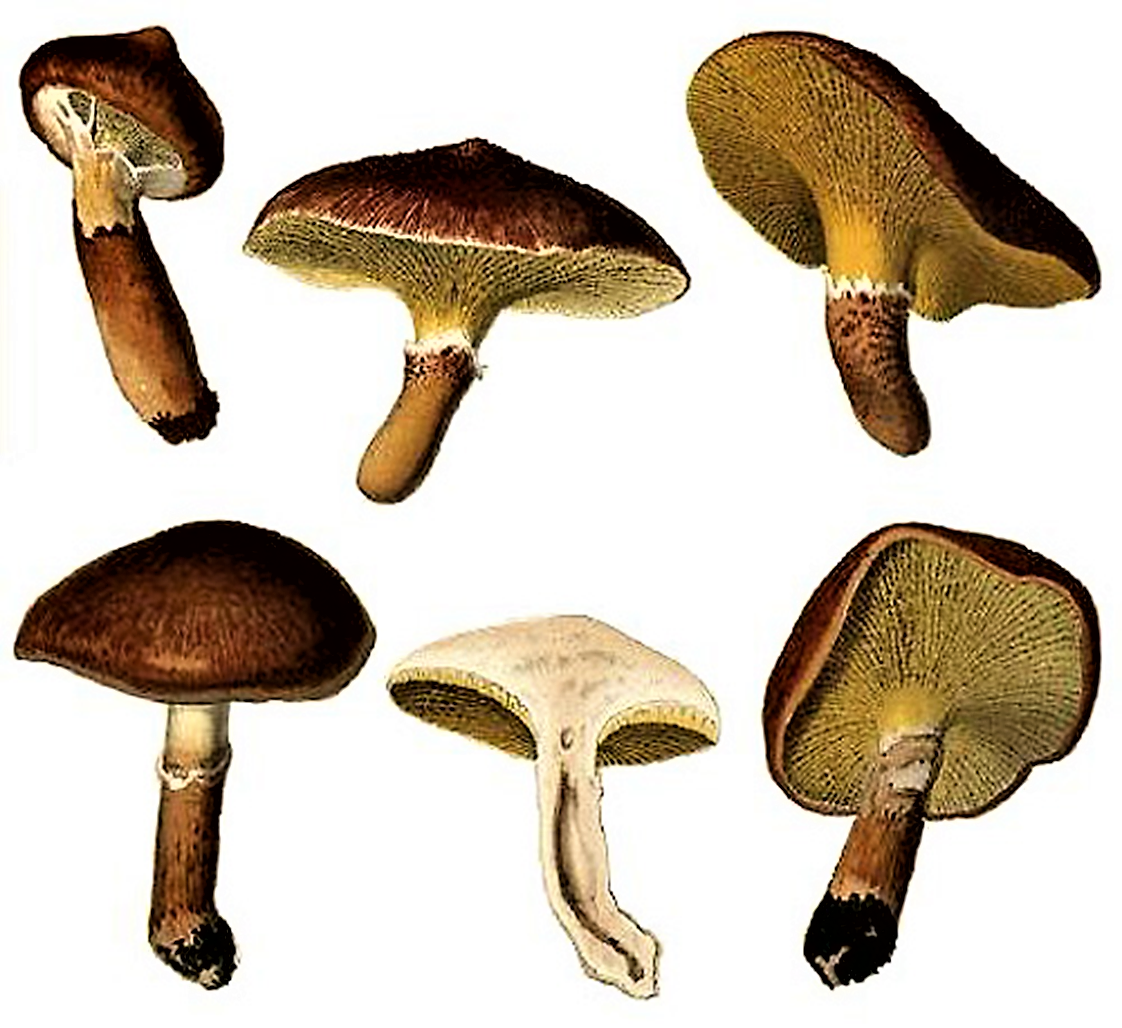
Illustration de Suillus cavipes par Stephan Schulzer von Müggenburg.

## Comestibilité
Comme tous les bolets du genre Suillus, le Bolet à pied creux est un comestible médiocre, plus au moins laxatif selon la tolérance individuelle, la quantité consommée et le degré de maturité des spécimens consommés. . Pour cela il est préconisé de ne cueillir que des jeunes spécimens, de retirer le pied fibreux, de peler la cuticule et de consommer une quantité modeste la première fois pour évaluer sa propre tolérance aux effets laxatifs. Il ne fait état d'aucune consommation traditionnelle ou occasionnelle notable, de sorte qu'il peut être considéré comme sans intérêt alimentaire, sous les conditions citées précédemment .

## Confusions possibles
- Le Bolet de Lake (Suillus lakei) est inféodé aux Douglas.
- Le Bolet asiatique (Suillus asiaticus) présente des tons plus franchement rouges.